# Renate Piller
Renate Heidler-Piller (* 1946 oder 1947 in Salzburg) ist eine österreichische Kauffrau. Sie war ab Dezember 1986 bis zu dessen Tod im Oktober 1988 die letzte Lebensgefährtin und schließlich Verlobte des bayerischen Ministerpräsidenten Franz Josef Strauß.

## Leben

### Ausbildung und erste Ehe
Piller schloss nach dem Besuch der Volksschule ihre Ausbildung an einer Handelsschule ab. Im Alter von 21 Jahren lernte sie einen deutlich älteren Bankangestellten kennen, den sie heiratete. Die Ehe blieb kinderlos und wurde nach zwei Jahren geschieden. Piller nahm danach wieder ihren Mädchennamen an und ging nach München.

### Tätigkeiten in München
Anschließend war sie bei einem Investmentfonds, beim Organisationskomitee der Olympischen Spiele 1972, der Münchner Modewoche und bei einem Kosmetikhersteller tätig. Sie kam zu TV Weiß-Blau, wo sie für die Bereiche Werbung und Öffentlichkeitsarbeit zuständig war.

### Die Beziehung zu Franz Josef Strauß
Strauß und die etwa 31 Jahre jüngere Piller lernten sich am 28. November 1986 während eines Festes im Haus des Anwalts Hermann Mayer an der Nymphenburger Straße kennen. Sie war zu dem Zeitpunkt 39, Strauß 71. Gefeiert wurde die von Franz Georg Strauß arrangierte Ernennung Mayers zum Geschäftsführer von TV Weiß-Blau. Bereits am nächsten Morgen lud Strauß sie zum Abendessen in das Restaurant Canale Grande in Nymphenburg ein. Es fand ohne Polizeischutz statt, er holte sie selbst aus ihrer Wohnung in Thalkirchen ab.
Fortan verbrachten sie viele Wochenenden miteinander. Auf der Heimfahrt von einem Fest in Kufstein kurz vor Weihnachten fragte er sie, ob sie seine Freundin werden wolle. Am 23. Dezember 1986 feierten beide das Weihnachtsfest vor, im Frühjahr 1987 begleitete sie ihn zum Wiener Opernball. Als Strauß das Thema Heirat erwähnte und die Verlobung aussprach, versuchte sie vor dem Diözesangericht in Salzburg, die Annullierung ihrer 20 Jahre zuvor geschlossenen Ehe zu erreichen. Der Prozess zog sich bis 1988 hin. Im August 1988 machte sie gemeinsam mit Strauß und dessen Kindern Ferien im Sommerhaus der Familie im südfranzösischen Calanques des Issambres in der Gemeinde Roquebrune-sur-Argens. Ende September versprachen beide der Gesellschaftsjournalistin Marie Waldburg von der Münchner Abendzeitung die Exklusivrechte ihres bevorstehenden Verlöbnisses.
Vom Kreislaufkollaps ihres Lebensgefährten erfuhr Piller noch am Abend des 1. Oktober 1988. Unmittelbar vor dem Besuch der Gala der Modewoche erhielt sie einen Anruf von Innenstaatssekretär Peter Gauweiler. Vom Krankenhaus der Barmherzigen Brüder in Regensburg erhielt sie als Nicht-Familienangehörige keine Auskunft. Am 2. Oktober 1988 ließ Gauweiler sie durch seinen Chauffeur in München abholen und brachte sie – gegen Bedenken des Sicherheitsstabes – an das Krankenbett von Strauß.
An dem öffentlichen Trauerzug am 7. Oktober 1988 nahm sie auf Wunsch der Kinder nicht in vorderer Reihe teil. Die Beisetzung durch Joseph Kardinal Ratzinger, den späteren Papst Benedikt XVI., erfolgte im engsten Familienkreis in ihrer Anwesenheit am 8. Oktober in der Familiengruft der Kaisers und Zwicknagls in Rott am Inn auf dem Friedhof hinter dem Prälatenstock.

### Das Verhältnis zu den Kindern von Strauß
Es gelang Piller nicht, zu den drei Kindern von Franz Josef Strauß ein enges Verhältnis aufzubauen. Sie blieben ihr gegenüber deutlich distanziert. Auf Fragen von Journalisten nach der Beziehung ihres Vaters winkten sie anfangs ab. In einem Interview der Süddeutschen Zeitung mit Franz Georg Strauß und Monika Hohlmeier anlässlich des 20. Todestages ihres Vaters schilderten sie ihre Bedenken, ihr Vater habe sich mit dem aktiven Leben an der Seite seiner deutlich jüngeren und quirligen Partnerin übernommen, und Franz Georg Strauß nannte sie „eher die falsche Frau“ für ihn.
Im September 2008, kurz vor dem 20. Jahrestag des Todes von Franz Josef Strauß, gab Piller dem Magazin Park Avenue ein Interview. Darin klagte sie, es gebe sie „im Zusammenhang mit Strauß nicht mehr“. Insbesondere Max Strauß habe sie „mit blankem Hass verfolgt“. Bei den offiziellen Feierlichkeiten zum 20. Todestag spielte sie keine Rolle mehr.

### Zweite Ehe
Im April 1995 heiratete sie in Salzburg den Linzer Urologen und Universitätsdozenten Helmut Heidler.

## Filmografie
Am 24. März 2006 war sie Gast der Talkshow Nachtcafé im SWR. Sie war Teil der 75-minütigen deutschen TV-Dokumentation Strauß – Aufstieg und Fall einer Familie aus dem Jahr 2006.